# 292
292 (CCXCII) var ett skottår som började en fredag i den julianska kalendern.

## Händelser

### Okänt datum
- Constantius I Chlorus, romersk kejsare, överger sin gemål Flavia Julia Helena (omkring detta år).
- Den romerske generalen Achilleus utropas till kejsare i Alexandria. I två år motstår han Diocletianus armé, men upproret krossas sedan.
- Bongsang, kejsare i Koguryo, ett av Koreas tre kungariken, tillträder.
- Narseh blir medkonung av Persien.
- Den äldsta kända Mayastelen reses.

## Födda
- Pachomios, koptisk munk
- Zhu Jingjian, buddhistisk nunna